# Ochromolopis
Genre
Ochromolopis est un genre de lépidoptères (papillons) de la famille des Epermeniidae.

## Espèces
- Ochromolopis cana Gaedike, 2013
- Ochromolopis chelyodes (Meyrick, 1910)
- Ochromolopis cornutifera Gaedike, 1968
- Ochromolopis ictella (Hübner, 1813)
- Ochromolopis incrassa (en) Clarke, 1971
- Ochromolopis ithycentra (Meyrick, 1926)
- Ochromolopis kaszabi Gaedike, 1973
- Ochromolopis namibica Gaedike, 2004
- Ochromolopis pallida Gaedike, 2004
- Ochromolopis ramapoella (Kearfott, 1903)
- Ochromolopis sagittella Gaedike, 2013
- Ochromolopis staintonellus (en) (Millière, 1869)
- Ochromolopis xeropa (Meyrick, 1909)
- Ochromolopis zagulajevi Budashkin & Satshkov, 1991